# La Fille aux yeux verts (Matisse)
Pour les articles homonymes, voir La Fille aux yeux verts.
La Fille aux yeux verts est un tableau réalisé par le peintre français Henri Matisse en 1908. Cette huile sur toile est le portrait en buste d'une jeune femme aux yeux verts vêtue d'un haut orange et coiffée d'un chapeau, avec derrière elle une statuette et des vases vides. Léguée par la femme de lettres Harriet Lane Levy, l'œuvre est conservée depuis 1950 au musée d'Art moderne de San Francisco, à San Francisco, en Californie, aux États-Unis.